# Charmauvillers
Charmauvillers település Franciaországban, Doubs megyében. Lakosainak száma 283 fő (2022. január 1.). Charmauvillers Urtière, Charquemont és Damprichard községekkel határos.

## Népesség
A település népességének változása:
| Lakosok száma | 277  | 229  | 189  | 239  | 274  | 253  | 250  | 269  | 278  | 283  |
|               | 1968 | 1982 | 1990 | 2006 | 2013 | 2015 | 2017 | 2019 | 2020 | 2022 |